# Umm Dabaghiyah

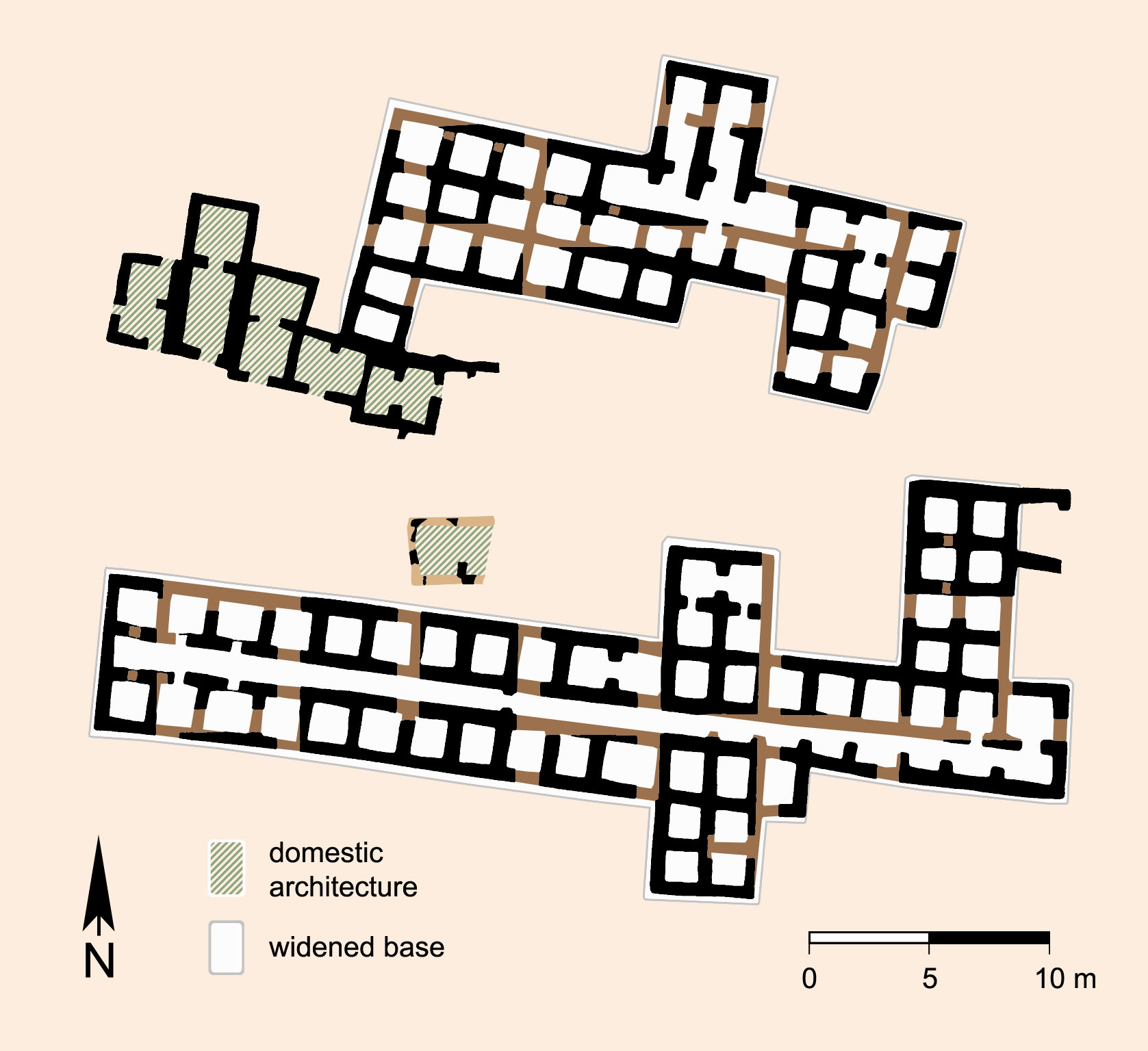
Plan des structures de stockage d'Umm Dabaghiyah.

Umm Dabaghiyah est un site archéologique de la Mésopotamie préhistorique, situé à environ 80 kilomètres au sud-ouest de Mossoul, dans la province de Ninive, en Irak. Il est daté des débuts du Néolithique céramique, antérieur à la période de Hassuna (« Proto Hassuna » ou « Umm Dabaghiyah-Sotto ») puis contemporain de celle-ci.

## Fouilles
Umm Dabaghiyah a été fouillé de 1971 à 1974, sur une surface d'environ 3 000 m2, par une équipe britannique dirigée par Diana Kirkbirde.

## Chronologie
Le site a été occupé d'environ 6200 à 5750 av. J.-C.. La fin de l'occupation est contemporaine de la période de Hassuna.

## Description
Le site comprend cinq niveaux d'occupation, le plus ancien étant très mal connu. Lui succèdent quatre phases de plan similaire. L'habitat est constitué de petites maisons de 2 ou 3 pièces, les murs de certaines portant des traces de peinture. La présence de marches dans le bas et de prises dans le haut des murs et l'absence d'ouvertures latérales suggèrent qu'on entrait dans les maisons par le toit.
Le site est dominé par la présence d'un vaste bâtiment allongé composé de petites pièces quadrangulaires. Peu d'objets y ont été trouvés, si ce n'est une grande quantité de balles d'argile (servant pour des frondes ?), de l'outillage lithique et du mobilier en pierre polie, ainsi que des jarres de stockage enterrées. C'était probablement un bâtiment servant pour le stockage à l'échelle du village.
Un cimetière contemporain du site se trouvait à proximité, mais il a livré peu de mobilier funéraire.
Les échanges avec l'extérieur sont attestés par la présence d'obsidienne.

## Mode de subsistance
Le site se trouve dans une plaine steppique, à la limite de l'espace où l'agriculture sèche (sans irrigation) est viable. Une agriculture à petite échelle était pratiquée, reposant sur l'orge, le blé, l'engrain, les lentilles et les pois, complétée par la cueillette de céréales et autres plantes sauvages. L'élevage du mouton et de la chèvre était pratiqué, mais les restes d'animaux sauvages sont attestés en bien plus grand nombre, surtout l'hémione (âne sauvage) et la gazelle. La relative proximité des monts Sinjar offrait aux habitants du site un terrain de chasse appréciable, et aussi du bois d’œuvre employé pour la toiture des bâtiments, et du silex.

## Conservation
Une grande partie des artéfacts les plus notables trouvés sur le site sont conservés au Musée national d'Irak, à Bagdad.